# ریاست‌جمهوری محمود احمدی‌نژاد
ریاست‌جمهوری محمود احمدی‌نژاد در ۱۲ مردادماه ۱۳۸۴ آغاز و او ششمین رئیس‌جمهور ایران شد. او هنگام پیروزی بر اکبر هاشمی رفسنجانی در انتخابات ریاست‌جمهوری ایران (۱۳۸۴)، شهردار تهران بود. او در پی انتخابات ریاست‌جمهوری ایران (۱۳۸۸) هنگامی برای بار دوم به ریاست‌جمهوری ایران رسید که انتخابات مورد اعتراض هر سه رقیب انتخاباتی او قرار گرفت.
سیاست‌های داخلی و خارجی ۸ سالهٔ دولت محمود احمدی‌نژاد مورد انتقاد بسیاری قرار گرفت. او برنامه‌های اقتصادی خود را بر اساس آنچه اقتصاد اسلامی و اقتصاد عدالت‌محور می‌نامید، پایه‌ریزی کرد. محمود احمدی‌نژاد به اعتقاد برخی یک پوپولیست بود که معتقد به دادن پول نقد به فقرا و آوردن پول نفت بر سر سفره‌های مردم بود، هر چند که در این مسیر ناکام ماند. در عرصهٔ سیاست خارجی نیز با به قدرت رسیدن او، نگاه ایدئولوژیک سال‌های ابتدایی انقلاب ۱۳۵۷ دوباره به سرلوحهٔ امور تبدیل شد. دوران ۸ سالهٔ ریاست‌جمهوری محمود احمدی‌نژاد را می‌توان تاریک‌ترین دوره در تاریخ سیاست خارجی ایران دانست. دوره‌ای که بسیاری از دیپلمات‌های باسابقه و کارکشته از کار کنار رفتند و دستگاه‌های موازی با وزارت امور خارجه ایران بار دیگر در تصمیم‌گیری‌های دیپلماتیک ایران دخالت کردند و میزان قدرت‌نمایی آنان به بیشترین میزان رسید. همچنین بی‌حاصل بودن امید به شرق در جریان صدور قطعنامه‌های شورای امنیت سازمان ملل خود را نشان داد؛ جایی که چین و روسیه، مانند آمریکا، بریتانیا و فرانسه به تمامی قطعنامه‌های تحریم ایران رأی مثبت دادند.

## انتقاد شدید از دولت‌های گذشته
انتقاد شدید از دولت‌های گذشته و در عین حال اغراق در فعالیت‌های خود یکی از از محورهای اصلی مواضع دولت احمدی‌نژاد را شامل می‌شود. در حالی که احمدی‌نژاد در کابینه هاشمی رفسنجانی به عنوان استاندار اردبیل حضور داشته است و احمدی‌نژاد تنها ۲ ماه پس از روی کار آمدن مدعی شد که «دولت‌های قبل هیچ کار اساسی نکرده‌اند در حالیکه او در این ۲ ماه چهار مصوبه زیربنایی اقتصادی داشته است». او اظهار داشته است: «با احترام به تمام دولت‌های قبلی، آن‌ها در این مدت مصوبات زیربنایی، مترقی و اساسی نداشتند… دولت به خوبی و با تدبیر عمل کرد و امروز شرایط ما در همه موارد به مراتب بهتر از چند ماه قبل است… دولت قبلی در دور اول، بیش از پنج ماه طول کشید تا مستقر شود و سیاست‌های اقتصادی دولت قبلی بعد از دو سال اعلام شد حال آنکه این دولت در عرض دو ماه، چهار مصوبه زیربنایی و اقتصادی داشت». احمدی‌نژاد مصوبات مهم دولت در دو ماه اخیر را برشمرد و گفت: به نظرم این‌ها مصوبات بسیار بزرگی است. دولت کارش را بی‌سروصدا انجام می‌دهد و تنها دولتی است که در دو ماه، تا این حد مورد هجوم تبلیغات درونی و بیرونی قرار گرفته است.
پروسه برنامه اتمی ایران از سال‌های قبل از انقلاب آغاز و پس از توقفی ۱۰ ساله ناشی از انقلاب و جنگ ایران و عراق مجدداً دنبال شد، اما دولت احمدی‌نژاد سعی داشت که این اقدام را به نام خود تمام کند. دست‌یابی ایران به غنی‌سازی اورانیوم در ماه‌های آخر دولت پیشین صورت گرفت و توسط رئیس‌جمهور وقت، سید محمد خاتمی اعلام گردید، اما در جریان راه‌اندازی رسمی سانتریفیوژها برای تولید کیک زرد در نطنز و جشن هسته‌ای که توسط دولت احمدی‌نژاد صورت گرفت، هیچ اشاره‌ای به نقش دولت‌های قبلی نشد و از هیچ‌یک از آنان هم دعوت به عمل نیامد. این درحالی بود که احمدی‌نژاد بر سر سفره آماده شده در دولت‌های قبل نشسته بود و از دستاوردهای آنان استفاده کرد. البته او زمانی مدیریت هسته‌ای را به‌دست گرفت که تنها ۵ سانتریفیوژ در نیروگاه اتمی فعالیت می‌کرد و عملاً فعالیتی در ان صورت نمی‌گرفت. در زمان دولت احمدی‌نژاد این تعداد به ۳۰۰۰ سانتریفیوژ رسید.

## کابینه

### کابینه دولت نهم
احمدی‌نژاد در تاریخ ۲۳ مرداد ۱۳۸۴ کابینهٔ پیشنهادی خود را به مجلس معرفی کرد. یکی از شروط گزینش وزرا از سوی احمدی‌نژاد موافقت آنان با مفاد میثاق‌نامه‌ای تحت عنوان «میثاق‌نامهٔ دولت اسلامی» و امضای آن بود. برخلاف بسیاری از پیش‌بینی‌ها مبنی بر انتخاب تمامی نامزدها از سوی مجلس شورای اسلامی، نمایندگان پس از تحقیق و بحث پیرامون وزیران پیشنهادی، در تاریخ ۲ شهریور ۱۳۸۴ چهار تن از آنان را فاقد صلاحیت احراز پست وزارت تشخیص داده و به بقیه رأی اعتماد دادند. آقایان اشعری، علی‌احمدی، هاشمی و سعیدلو که به ترتیب برای وزارت‌خانه‌های آموزش و پرورش، تعاون، رفاه و تأمین اجتماعی و نفت پیشنهاد داده شده بودند موفق به کسب رأی اعتماد از مجلس نشدند. صادق محصولی نیز که پیش از جلسه رأی اعتمادش، موضع‌گیری‌های نمایندگان مجلس علیه خود را درک کرده بود، از نامزدی برای تصدی وزارت نفت انصراف داد.
احمدی‌نژاد طبق قانون اساسی، سه ماه فرصت داشت تا افراد دیگری را به جای نامزدهای رد صلاحیت‌شده به مجلس پیشنهاد دهد.
وی دو وزیر فرهنگ و ارشاد اسلامی و اطلاعات کابینه را ۸ روز پیش از پایان کار دولت نهم عزل کرد.
استعفای وزیر آموزش و پرورش
محمود فرشیدی وزیر آموزش پرورش که یک بار هم توسط مجلس هفتم استیضاح شده بود و رأی آورده بود، شنبه ۱۰ آذر استعفا داد. احمدی‌نژاد استعفای وی را پذیرفت و علیرضا علی‌احمدی را به‌عنوان سرپرست وزارتخانه منصوب کرد.
∗

#### وزرای کشور و اطلاعات
با توجه به اینکه اکثریت مجلس هفتم در اختیار اصولگرایان قرار داشت، محسنی اژه‌ای در هنگام اخذ رأی اعتماد از مجلس هیچ مخالفی نداشته و با ۲۱۷ رأی مثبت در برابر ۵۱ رأی منفی به کابینه راه یافت. وی پیشتر مسئول گزینش وزارت اطلاعات، نماینده قوه قضائیه در وزارت اطلاعات، دادستان دادگاه ویژه روحانیت تهران و دادستان کل دادگاه ویژه روحانیت بوده است. مصطفی پورمحمدی در مقابل تنها ۱۵۳ رأی مثبت در برابر ۵۱ رأی منفی و ۳۱ رأی ممتنع کسب کرد و به کابینه راه یافت. وی طی سال‌های ۹۰ تا ۹۹ میلادی معاون خارجی وزارت اطلاعات بوده است. پس از روی کار آمدن اژه‌ای و پورمحمدی، علیرضا افشار فرمانده سابق بسیج به‌عنوان معاون سیاسی وزارت کشور منصوب شد. او همچنین ریاست ستاد انتخابات کشور برای انتخابات مجلس هشتم را برعهده داشت. درحالیکه طی سال‌های اخیر و خصوصاً انتخاباتی که منجر به پیروزی احمدی‌نژاد شد اکثر کاندیدها از دخالت سپاه و بسیج در انتخابات شکایت کرده بودند. مهدی کروبی، اکبر هاشمی رفسنجانی و مصطفی معین علناً سپاه را به دست بردن در انتخابات متهم کردند و کروبی نامه شدید الحنی را برای خامنه‌ای ارسال کرده و از همه پست‌های ارائه شده توسط خامنه‌ای کناره‌گیری کرد. و همچنین ذوالقدر از فرماندهان عالیرتبه سپاه نیز به معاون امنیتی وزیر کشور منصوب شد. طرح افزایش اختیارات وزارت اطلاعات نیز به مجلس رفت؛ و برخورد با دانشجویان، کارگران، فرهنگیان، مطبوعات و اقلیت‌های قومی و مذهبی… شدت گرفت.
۲۸ مرداد ۱۳۸۶ نمایندگان مجلس هفتم که موفق به بازدید از بخش‌های بند ۲۰۹ زندان اوین که تحت کنترل وزارت اطلاعات است نشده بودند محسنی اژه‌ای را به مجلس فراخواندند.

### کابینه دولت دهم
بررسی رأی اعتماد وزیران پیشنهادی کابینهٔ دوم وی، از روز یکشنبه ۸ شهریور ۱۳۸۸ در مجلس آغاز شد. در این دوره از مراسم رأی اعتماد به وزراء نمایندگان مجلس از عدم تعامل دولت با نمایندگان در زمان انتخاب وزراء معترض بودند. مجلس به سه تن از وزرای پیشنهادی وی رأی منفی داد و مابقی وزرا مورد تأیید نمایندگان قرار گرفتند. او برای نخستین بار در تاریخ جمهوری اسلامی ایران ۳ زن را برای تصدی مقام وزارت به مجلس معرفی کرد که فقط یکی از آن‌ها (وزیر بهداشت) موفق به اخذ رأی اعتماد شد.

#### اتهام وجود جریان انحرافی
محمود احمدی‌نژاد چند روز قبل از پایان دوره دولت نهم اسفندیار رحیم مشایی را که در دوران دولت وی ریاست سازمان میراث فرهنگی را عهده‌دار بود به معاونت اولی خود برگزید که با اعتراض بسیاری از مخالفان روبرو شد. سپس مشایی از معاونت اولی استعفا داد و احمدی‌نژاد او را به ریاست دفتر خود گماشت.
در پی آن، اصطلاح جریان انحرافی یا «جریان خاص» توسط مخالفان اصولگرای محمود احمدی‌نژاد در دوران دوم ریاست‌جمهوری او برای توصیف حلقه‌ای از نزدیکان و جریانی در دولت وی ابداع گردید. از نظر آن‌ها این جنبش فکری تمایلات لیبرالی و ملی‌گرایانه زیادی دارد و به آن اندازه مذهب‌گرا نیست که بتواند در درون گروه حاکم محافظه‌کار ایران طبقه‌بندی شود. محافظه‌کاران منتقد احمدی‌نژاد معتقدند اسفندیار رحیم مشایی از یاران نزدیک، خویشاوند و رئیس دفتر او رهبری این جریان را بر عهده دارد. افراد منتسب به این گروه نیز در مقابل، استفاده‌کنندگان از این لفظ را جریان تمامیت‌خواه می‌خوانند.
از سال ۱۳۸۹، بحث و جدالی میان گروه‌های اصولگرا (که تا آن زمان در حمایت از محمود احمدی‌نژاد متحد بودند) آغاز شد. در این جدال، بخشی از اعضای هیئت دولت و حامیان نزدیک احمدی‌نژاد (به‌طور خاص، اسفندیار رحیم مشایی و افراد نزدیک به او) از سوی محافظه‌کاران در مجلس و نهادهای دیگر متهم به تخلفات گوناگون شدند و از آن‌ها با نام «جریان انحرافی» یاد شد. این اتهامات ترکیبی بود از مباحث فکری و انحرافات عقیدتی تا مسائل مربوط به فسادهای اقتصادی. اما رسانه‌ها و شخصیت‌های وابسته به این جریان، این اتهامات را توطئه‌ای از جانب گروهی موسوم به اقتدارگرایان تندرو می‌دانند. در رسانه‌های حامی اسفندیار رحیم مشایی متحدان جریان انحرافی، اصلاح‌طلبان و اصولگرایان پیشرو خوانده می‌شوند.

## سیاست اتمی
با روی کار آمدن دولت محمود احمدی‌نژاد عملاً هیچ‌گونه تغییری در سیاست‌های کلی اتمی ایران به وجود نیامد. چرا که این‌گونه تصمیمات کلان، در ساختار تصمیم‌گیری‌های سیاسی ایران، در شورای عالی امنیت ملی اتخاذ می‌گردد. بسیاری معتقدند سید محمد خاتمی رئیس‌جمهور پیشین اندکی قبل از آغاز ریاست‌جمهوری محمود احمدی‌نژاد، دستور ازسرگیری غنی‌سازی را صادر نمود. لیکن عکس‌العمل خارجی این عمل، چند روز بعد و در زمان ریاست‌جمهوری آقای احمدی‌نژاد بروز نمود؛ که البته این مورد در حد شایعه‌ای بیش نیست و کاملاً غیر منطقی می‌باشد. تغییر در نفرات تیم مذاکره‌کننده ایران دربارهٔ مذاکره هسته‌ای با کشورهای اروپایی در اولین گام بهانه‌ای برای اتحاد عمل آمریکا و اروپا بر سر مسئله ایران شد.
از سرگیری فعالیت‌های هسته‌ای مربوط به غنی‌سازی اورانیوم توسط ایران که در هر حال در هشتمین روز ریاست‌جمهوری وی اعلام شد، باعث واکنش‌های مختلفی گردید. برخی از کشورهای جنبش عدم تعهد از این اقدام استقبال نمودند و در مقابل برخی از کشورهای اروپایی به رهبری انگلستان، با نزدیک شدن به موضع آمریکا، از ارجاع پرونده ایران به شورای امنیت حمایت کرد. این پرونده پیش از این و تا یک هفته پس از آغاز به کار مجدد مجتمع اصفهان، در شورای حکام آژانس بین‌المللی انرژی اتمی بررسی می‌شد. ایران و برخی از کشورهای مستقل این اقدام را غیر حقوقی و غیرقانونی خواندند.

## سیاست خارجی
روی کار آمدن دولت محمود احمدی‌نژاد، باعث تغییراتی در ترکیب نهادهای گوناگون زیرمجموعه دولت، از جمله تغییراتی در ترکیب نهادهای تصمیم‌سازی سیاست خارجی ایران شد. در یکی از بحث انگیزترین این تغییرات، دولت با تغییر در ترکیب شورای عالی امنیت ملی، علی لاریجانی را جایگزین حسن روحانی، رئیس تیم مذاکره‌کننده با اروپا پیرامون سیاست خارجی ایران کرد و اعضای تیم جدید مذاکرات هسته‌ای ایران کاملاً تغییر کرد. در بدنه دستگاه دیپلماسی ایران نیز تغییراتی صورت گرفت. برای مثال حدود ۴۰ سفیر ایران در سایر کشورها، از جمله بیشتر سفرای ایران در کشورهای اروپایی به تهران فراخوانده شدند و چهره‌های دیگری جایگزین آن‌ها شدند.

### شرکت مستمر در مجمع عمومی سازمان ملل
محمود احمدی‌نژاد در ۱۳ سپتامبر ۲۰۰۵ برای شرکت در شصتمین مجمع عمومی سازمان ملل به نیویورک رفت. در سخنرانی نخست او بیشتر به‌طور غیرمستقیم به نقش آمریکا در نارسایی‌های سازمان ملل اشاره کرد و در سخنرانی دوم در مورد حل بحران هسته‌ای ایران صحبت کرد.∗

### اعطای کمک به فلسطینیان
اسماعیل هنیه، نخست‌وزیر حماس پس از پایان سفرش از تهران اعلام کرد که در سال ۱۳۸۶ جمهوری اسلامی ۲۵۰ میلیون دلار کمک مالی به فلسطینیان می‌کند.

### موضع‌گیری در قبال اسرائیل و نفی هولوکاست
با انتخاب محمود احمدی‌نژاد تغییر چشمگیری در سیاست‌های جمهوری اسلامی ایران در خصوص اسرائیل و صهیونیزم به وجود نیامد. ایشان نیز مانند سایر رؤسای جمهوری اسلامی اسرائیل را نمونه بارزی از تروریسم دولتی دانست و کشوری به نام اسرائیل را به رسمیت نشناخت؛ بنابراین پس از انتخاب وی نیز به‌طور رسمی اسرائیل در ایران رژیم اشغالگر قدس خطاب می‌شود.
محمود احمدی‌نژاد که برای شرکت در نشست فوق‌العاده سران سازمان کنفرانس اسلامی در شهر مکه در عربستان سعودی به سر می‌برد، طی نشستی خبری در این شهر گفت قبول ندارد که هیتلر، رهبر آلمان نازی میلیون‌ها یهودی را در کوره‌های آدم‌سوزی سوزانده و حتی اگر فرض بر صحت این ادعا گذاشته شود، چرا اروپایی‌هایی در خاک خود مثلاً در آلمان یا اتریش چند ایالت را به صهیونیست‌ها نمی‌دهند تا حکومت خود را در آن ایجاد کنند.
این اظهارات نیز واکنش برخی کشورهای جهان و سازمان ملل متحد را برانگیخت. ∗
محمود احمدی‌نژاد در اواخر سال ۲۰۰۵ میلادی با افسانه خواندن نسل‌کشی یهودیان، در اردوگاه‌های مرگ آلمان نازی، مسئلهٔ کشته شدن ۶ میلیون یهودی در جنگ جهانی دوم را زیر سؤال برد؛ همچنین او این سؤال را مطرح کرد که اگر این واقعه اتفاق افتاده باشد، چرا فلسطینیان باید تاوان آن را پس بدهند.
محمود احمدی‌نژاد در سخنرانی خود، در سمیناری دولتی تحت عنوان «جهان بدون صهیونیسم»، خواستار محو شدن رژیم اسرائیل از روی نقشه جهان شد. این سخنان توسط اسرائیل به «نابودی اسرائیل» و «محو آن از روی زمین» تعبیر شد و واکنش‌های زیادی را در سراسر جهان برانگیخت. نامبرده بعدها و در سال ۱۳۸۶ توضیح داد که منظورش از حذف اسرائیل از روی نقشه، چیزی مانند حذف شوروی از روی نقشه بوده است و نه الزاماً حذف از طریق جنگ. کوفی عنان رئیس سازمان ملل متحد در پی سخنان اولیه وی، سفر خود به ایران را لغو نمود. پیش از او نیز بارها مشابه این جملات از زبان دیگر مسؤلان بلندپایه جمهوری اسلامی ایران، از جمله سید علی خامنه‌ای گفته شده بود.∗

### روابط با آمریکا
ایران در زمان ریاست‌جمهوری احمدی‌نژاد بیشترین مذاکرات با آمریکا را در مقایسه با ۳۰ سال پیش از آن و پس از انقلاب ۱۳۵۷ داشته است. به‌طوری‌که ایران و آمریکا هیچ گونه مذاکرات سیاسی مستقیمی بین سال‌های ۱۹۸۰ تا ۲۰۰۷ نداشته است.
در حالیکه آمریکا بر حق موجودیت اسرائیل در فلسطین تأکید داشت، احمدی‌نژاد بر انتقال اسرائیل به اروپا تأکید می‌کرد.
آمریکا به ایران این سیگنال را داد که نپذیرفتن حق موجودیت اسرائیل قابل مذاکره نیست و منجر به طرح احتمال حمله به تأسیسات اتمی ایران شد. رئیس‌جمهور بوش در پیامی روشن به ایران، به ایران راجع به تبعات این موضوع هشدار داد و از احتمال استفاده از گزینه‌های نظامی را مطرح کرد. همچنین بوش، ایران را بزرگ‌ترین دولت تروریست جهان خواند. ایران از سال ۱۹۸۴ در فهرست حامیان بین‌المللی تروریسم آمریکا قرار دارد. موضوعی که ایران و احمدی‌نژاد آن را رد کردند.
در ۱۶ آبان ۱۳۸۷ احمدی‌نژاد پیروزی باراک اوباما را در انتخابات ریاست‌جمهوری ایالات متحده آمریکا (۲۰۰۸ میلادی) را تبریک گفت و از تغییرات پایه‌ای و منصفانه در سیاست‌های آمریکا استقبال کرد. این اولین تبریک ایران به رئیس‌جمهور آمریکا پس از گروگان‌گیری در سفارت ایالات متحده آمریکا در سال ۱۳۵۸ بود.

### نامه به سران سیاسی جهان

#### نامه به جرج بوش
در ششمین ماه از ریاست‌جمهوری احمدی‌نژاد، اعلام شد که رئیس‌جمهور ایران (احمدی‌نژاد) نامه‌ای برای سران کشورهای جهان می‌نویسد. این خبر به عنوان خبری مهم مورد توجه محافل خبری جهان قرار گرفت و وقتی روشن شد که مخاطب اولین نامه احمدی‌نژاد، جرج بوش رئیس‌جمهور آمریکا است، تحلیل و تفسیرها دربارهٔ متن آن شدت گرفت. وزارت خارجه آمریکا در اولین واکنش به نامه محمود احمدی‌نژاد، آن را «تلاشی ضعیف» برای گفتگو با مردم آمریکا خواند.
اما نامه «هجده صفحه‌ای» با استقبال سرد مقامات آمریکایی همراه بود. به‌گفته مقامات کاخ سفید نامه وی حاوی پیامی نبود و در حقیقت هیچ پیشنهاد مشخص سیاسی در آن نبود. در همین حال احمد جنتی، دبیر شورای نگهبان و از روحانیون پرنفوذ در میان اصولگرایان، در خطابه نماز جمعه تهران، نامه محمود احمدی‌نژاد به جرج بوش، رئیس‌جمهوری آمریکا را «عملی فوق‌العاده» و از «الهامات خدا» خواند.
در همین حال کاخ سفید در موضعی رسمی اعلام کرد که به نامه احمدی‌نژاد جوابی داده نمی‌شود. بی‌اعتنایی دولت آمریکا به نامه محمود احمدی‌نژاد باعث شد که وی در مصاحبه‌های مختلف، از آن به عنوان «بی‌اعتنایی رئیس‌جمهور آمریکا به نداهای صلح جویان جهان» یاد کند.

#### نامه به آنگلا مرکل و پاپ
دو نامه بعدی محمود احمدی‌نژاد، به آنگلا مرکل، صدراعظم آلمان، و پاپ بندیکت شانزدهم، رهبر کاتولیک‌های جهان نوشته شد، که در حقیقت تکرار مفاهیمی بود که در اولین نامه وی نیز بدان‌ها پرداخته شده بود. لازم است ذکر شود که هر دو نامه احمدی‌نژاد بدون جواب ماند.

#### نامه به سارکوزی
در تاریخ ۲۷ آبانماه ۱۳۸۶ سخنگوی کاخ الیزه اعلام کرد که نامه‌ای از محمود احمدی‌نژاد خطاب به نیکولا سارکوزی رئیس‌جمهور فرانسه دریافت شده است. ارسال این نامه از سوی رئیس‌جمهور احمدی‌نژاد تأیید شد و مفاد آن برقراری روابط دوجانبه و اشاره‌ای به موضوع هسته‌ای ایران اعلام گردید. سخنگوی کاخ الیزه مطالب نامه را در ارتباط با منافع دو کشور در لبنان و انتقاد از مواضع سارکوزی پیرامون برنامه هسته‌ای ایران دانست و متذکر شد که رئیس‌جمهور ایران، سارکوزی را جوان و بی‌تجربه نامیده است. خبرگزاری ایران ۴ آذر گزارش داد که نامه احمدی‌نژاد منجر به لغو سفر سارکوزی به ایران شده است.
رسانه‌های داخلی پس از انتشار این نامه اعلام کردند که نامه از طریق وزارت خارجه ارسال نشده است و رئیس‌جمهور (از طریق یکی از نزدیکان) آن را به سفیر فرانسه داده است. در نتیجه وزارت خارجه از محتوی آن اطلاع دقیق ندارد و در جستجوی آن است.

## سیاست‌ها و عملکردهای اداری

### جایگزینی سازمان مدیریت و برنامه‌ریزی با معاونت برنامه‌ریزی و نظارت راهبردی و توسعه مدیریت و سرمایه انسانی
محمود احمدی‌نژاد طی اقدامی بحث‌برانگیز سازمان مدیریت و برنامه‌ریزی را منحل نمود و سازمان‌های مدیریتی استانی به استانداری‌ها الحاق شد.

## سیاست‌ها و عملکردهای اقتصادی

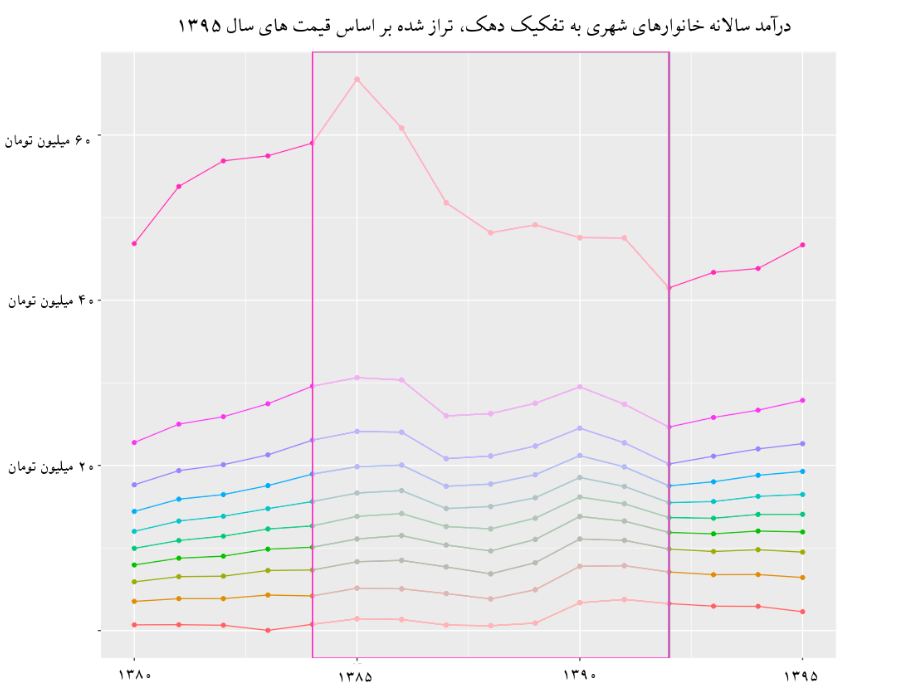
تغییرات درآمد خانوارهای شهری در دوره دولت احمدی‌نژاد در مقایسه با دوره‌های قبل و بعد از آن به تفکیک دهک (تراز شده جهت لحاظ شدن اثر تورم)

مرکز پژوهش‌های مجلس شورای اسلامی در گزارشی که یک ماه پس از اتمام فعالیت دولت دهم ایران منتشر شد، وضعیت اقتصاد کشور را در دوره هشت‌ساله قبل از آن نامناسب توصیف کرد. به عنوان مثال در فاصله سال‌های ۱۳۸۴ تا ۱۳۹۲ به ازای هر یک درصد رشد اقتصادی، ۲۲٫۸ میلیارد دلار هزینه شده است؛ در حالی که در دولت محمد خاتمی (۱۳۷۶ تا ۱۳۸۴) این رقم ۴٫۵ میلیارد دلار بوده است.

### رشد اقتصادی
میانگین رشد اقتصادی ایران در ۸ سال دولت محمود احمدی‌نژاد ۳٫۵۲ درصد بود که در مقایسه با میانگین رشد ۵٫۷۳ درصدی دولت محمد خاتمی کاهشی حداقل ۲٫۲۱ درصدی را نشان می‌دهد. در سال‌های ۱۳۹۲–۱۳۸۴ به‌طور متوسط به ازای هر یک درصد رشد اقتصادی در هر سال ۲۲٫۸ میلیارد دلار هزینه شده است؛ در حالی که این رقم برای دورهٔ ۱۳۸۴–۱۳۷۶ معادل ۴٫۵ میلیارد دلار بوده است. به عبارت دیگر در دولت احمدی‌نژاد برای یک درصد رشد اقتصادی پنج برابر دولت محمد خاتمی هزینه شده است. هزینه‌ای که نتایج مطلوب و قابل توجهی نیز نداشته است.
از طرف دیگر دولت احمدی‌نژاد اقتصاد ایران را با نرخ رشد اقتصادی ۶٫۱۹ درصد تحویل گرفت و با نرخ رشد اقتصادی منفی ۵٫۴ درصد تحویل دولت بعدی داد. این در حالی است که دولت محمود احمدی‌نژاد بیشترین منابع ارزی حاصل از فروش نفت در طول ۱۰۰ سال گذشته را داشته است، امّا همین دولت رکورددار تورم، نرخ بیکاری و رشد اقتصادی منفی در همین دوره و بازهٔ زمانی نیز بوده است.

### سهمیه‌بندی سوخت در ایران
سهمیه‌بندی سوخت در ایران طرحی برای هدف‌مندی مصرف سوخت در کشور بود که از تیر ۱۳۸۶ تا خرداد ۱۳۹۴ اجرا شد. به همین منظور برای تمامی خودروها در ایران کارت هوشمند سوخت صادر گردید و تمامی تلمبه‌های جایگاه‌های سوخت مجهز به دستگاه‌های کارت‌خوان و پین پد شدند. در ۳ خرداد ۱۳۹۴، بنزین تک‌نرخی شد و به این ترتیب، سهمیه‌بندی متوقف گردید.

### صادرات غیرنفتی ایران در دو سال اول
گمرک ایران در آبان ماه سال ۱۳۸۵ اعلام کرد: صادرات غیرنفتی کشور در هشت‌ماهه نخست امسال با ۴۸درصد افزایش نسبت به مدت مشابه سال گذشته، ده میلیارد و یکصد میلیون دلار و و ارزش واردات این کشور در همان سال بیست و شش میلیارد دلار اعلام شد. اما همچنین برخی از اقتصاددانان از جمله نایب رئیس سابق اتاق بازرگانی و صنایع و معادن ایران، رشد صادرات غیرنفتی را محصول بالارفتن ارزش انرژی بر فراورده‌های پتروشیمی و فولاد می‌دانند و بر این باورند که تحولی در افزایش محسوسی در کمیت صادرات ایران پدید نیامده و این مسئله تنها به افزایش ارزش صادرات محدود می‌شود.

### تعهدات خارجی ایران در دو سال اول
معاون پژوهش‌های اقتصادی مجمع تشخیص مصلحت نظام در تاریخ ۱۸ آذر ۱۳۸۵ رسماً اعلام کرد که: هم‌اکنون کشور دارای ۶۰ میلیارد دلار ذخایر ارزی و ۹۰ میلیارد دلار تعهد خارجی است. گروهی از استادان اقتصاد دانشگاه‌های ایران در نامه‌ای به تاریخ ۲۱ خرداد ۱۳۸۶ به محمود احمدی‌نژاد، رئیس‌جمهور نظام اسلامی ایران «شرایط اقتصادی کشور و سیاست‌های دولت» وی را مورد انتقاد شدید قرار دادند.

### خروج ارز برای خرید برنج
بین سال‌های ۱۳۸۵ تا ۱۳۸۸ دولت نزدیک به ۵ میلیون تن برنج وارد کشور کرده است که در مجموعاً با تولید داخلی، میزان برنج کشور ۱۳ تا ۱۴ میلیون تن در این سال‌ها بوده که ۲٫۵ میلیون تن از برنج وارداتی مازاد بوده است که با توجه به نرخ جهانی برنج‌های خریداری شده در این سال‌ها دولت نزدیک به ۷۵۰ میلیون دلار برای خرید برنج از کشور ارز خارج کرده است که این کار سبب ذخیره گسترده برنج داخلی و حتی ورشکستگی برنج‌کاران داخلی شده است. در تاریخ ۲۲ شهریور ماه ۱۳۸۸، نماینده شهر آمل در مجلس شورای اسلامی خواستار جلوگیری از روند واردات بی‌رویه برنج خارجی شد و افزود: «این مسئله یکی از بزرگ‌ترین ضربه‌های دولت و متولیان امر در زمینه واردات برنج به کشور است که باید با اخذ تدابیر لازم از ورشکستگی برنج‌کاران جلوگیری کرد.»

### هدفمندسازی یارانه‌ها
احمدی‌نژاد از سال ۱۳۸۸ هدفمندسازی یارانه‌ها که از آن به جراحی اقتصادی ایران تعبیر می‌شود را شروع کرد. بنا به گفته حسینی وزیر اقتصاد دولت جمهوری اسلامی ایران: «در این طرح عظیم و مهم اقتصادی اجتماعی کشور همه مردم ایران از هدفمند کردن یارانه‌ها بهره‌مند می‌شوند اما بهره‌مندی مستقیم قشرهای ضعیف و متوسط بیشتر خواهد بود. هدفمند کردن یارانه‌ها به ما کمک می‌کند با استفاده بهتر از منابع به مرحله بالاتر تحول در اقتصاد برسیم و مشکلاتی از جمله تورم نداشته باشیم.» بنا به گفته محرابیان وزیر صنایع و معادن دولت: اجرای قانون هدفمندی یارانه‌ها موجب رونق اشتغال در کشور می‌شود؛ صنعت در کشور بومی می‌شود، بر همین اساس هیچ‌گونه نگرانی در بحث هدفمندی یارانه‌ها در بخش صنعت وجود ندارد؛ و رحیمی معاون اول احمدی‌نژاد معتقد است که اجرای صحیح قانون هدفمندی یارانه‌ها نجات بخش اقتصاد کشور است.
مخالفان این تصمیم معتقدند که دولت محمود احمدی‌نژاد به منظور حذف نظارت یک نهاد فرابخشی این تصمیم را اتخاذ کرده است و این تصمیم را به معنای حذف برنامه‌ریزی و نظارت در دولت تعبیر کرده است.

### ارائه وام و کمک نفتی به سریلانکا و کاهش تعرفه گمرکی چای سریلانکا
در راستای سیاست برقراری روابط با تمام کشورها و شکست پروژه‌ای که ایران ادعا می‌کند آمریکا برای در انزوا قرار دادنش اجرا کرده است، طی دوران ریاست‌جمهوری احمدی‌نژاد نیز ایران تلاش برای ایجاد روابط با سایر کشورها را پیگیری نمود. در این راستا محمود احمدی‌نژاد نیز چون رؤسای جمهور پیشین یک وام یک و نیم میلیارد دلاری (یا به روایتی ۹/۱ میلیارد دلاری) در اختیار مقامات سریلانکایی قرار داد. متقابلاً دولت سریلانکا نیز بر مواضع قبلی خود در حمایت از دستیابی به انرژی صلح‌آمیز هسته‌ای برای همه کشورهای عضو ان‌پی‌تی پافشاری نمود. لازم است ذکر شود پرداخت این کمک از سوی ایران تأیید نگردیده است.
همچنین وزیر خزانه‌داری سریلانکا به روزنامه ملی این کشور گفت که دولت ایران با کاهش تعرفه گمرکی چای وارداتی از سریلانکا (علیرغم مشکلات گسترده چایکاران ایران) موافقت کرده و تسهیلاتی به دولت سریلانکا ارائه کرده است تا دولت آن کشور پول نفت خریداری شده از ایران را بلافاصله پرداخت نکند. وی این موافقت‌نامه‌ها را موفقیت بزرگی برای کشورش دانست و گفت ارزش پول کشورشان با این توافق افزایش یافته است.

### پیشنهاد بخشش طلب‌های ایران از ۴ کشور
دولت بخشش طلب‌های ایران از کشورهای سودان، تانزانیا، نیکاراگوئه و اردن که مربوط به وام‌های پرداخت شده به این کشورها بوده است را تصویب و لایحه آن را به مجلس ارسال کرد، مجلس هفتم نیز با این بخشش موافقت کرد. مبلغ طلب‌ها و سایر جزئیات در رسانه‌ها اعلام نشد.

### اشتغال‌زایی
اسدالله عباسی وزیر کار، تعاون و رفاه اجتماعی در جلسه هیئت دولت با سید علی خامنه‌ای در تیرماه سال ۱۳۹۲، اعلام کرد: از طریق مشاغل خرد و خوداشتغالی در ۸ سال گذشته حدود ۷ میلیون فرصت شغلی ایجاد شده است.
اما طبق گزارش‌های مرکز، در فاصله سال‌های ۱۳۸۴ تا ۱۳۹۱، تعداد شاغلان کشور با افزایش ۵۴۲ هزار و ۷۶۹ هزار نفری از ۲۰۶۱۸۵۷۹ نفر در سال ۱۳۸۴ به ۲۱۱۶۱۳۴۸ در سال ۱۳۹۱ نفر رسیده و به این ترتیب به‌طور میانگین سالانه حدود ۷۸ هزار نفر بر تعداد شاغلان افزوده شده است.
پس از گزارش مرکز آمار، مقامات دولتی از اشتغال‌زایی گسترده، با ارقام متفاوت از حداقل دو میلیون تا فراتر از چهار میلیون سخن گفتند. اما مرکز آمار با اعلام اشتغال‌زایی بیش از ۵۴۰ هزار نفر طی هفت سال دولت‌های محمود احمدی‌نژاد، متوسط اشتغال‌زایی را نیز حدود ۷۸ هزار نفر در سال ارزیابی می‌کند.

### وضعیت مسکن در دولت احمدی‌نژاد و وضعیت مسکن مهر
وضعیت مسکن در دولت احمدی‌نژاد از موضوعات چالش‌برانگیز در دولت‌های نهم و دهم بوده است. در حالیکه این دولت‌مردان معتقدند که توانسته‌اند با کمک پروژه مسکن مهر، قیمت مسکن در کشور را مهار کنند، بر اساس مرکز آمار ایران، در خلال سال‌های ۱۳۸۴ تا ۱۳۹۱ متوسط قیمت هر مترمربع زیربنای مسکونی در تهران ۴۵۹ درصد افزایش یافته است. در حالیکه بر اساس نظر کمیسیون عمران مجلس شورای اسلامی، میزان عرضه مسکن به مراتب بیشتر از تقاضا بوده، با این حال قیمت مسکن در ایران در حدود ۵ برابر شده است که نشان از حضور پررنگ دلالان مسکن در دولت‌های نهم و دهم در مقوله مسکن از جمله مسکن مهر بوده است. در این مدت هیئت وزیران سعی کرد با اعطای وام‌های بلند مدت و افزایش سقف وام مسکن به ۳۰ میلیون تومان، به ادعای خود مبنی بر خانه‌دار شدن اقشار کم‌درآمد جامه عمل پوشاند که به دلیل تورم فزاینده قیمت‌ها در این دولت‌ها که موجب بالا رفتن قیمت مواد اولیه ساخت مسکن و در نتیجه افزایش قیمت نهایی مسکن شد، این اقدام با موفقیت همراه نباشد.
مسکن مهر طرحی بود در دولت محمود احمدی‌نژاد رئیس‌جمهور وقت ایران، برای خانه‌دار کردن قشرهای کم‌درآمد که طبق آن دولت با واگذاری زمین رایگان سعی داشت خانه‌سازی را تشویق کند. این طرح پس از افزایش شدید بهای مسکن در ایران شروع شد. دولت برای تأمین مالی این طرح از بانک مرکزی قرض کرد، که منجر به رشد نقدینگی و افزایش تورم شد به‌طوری‌که نیمی از کل پول‌های چاپ شده در تاریخ ایران صرف ساختن مسکن مهر شد. خانه‌های ساخته شده در این طرح عموماً در حاشیهٔ شهرها بودند و فکری برای امکانات گوناگون نظیر آب و برق و گاز و تلفن آن‌ها نشده بود.

## سیاست‌ها و اقدامات علمی و آموزشی

### دیگر انتقادات

#### حذف سلسله‌های شاهنشاهی از کتاب‌های تاریخ
در مهرماه سال ۱۳۸۸ دولت اعلام کرد که سلسله‌های پادشاهی از کتب تاریخ ایران حذف می‌شود. در همین راستا روزنامه همشهری ضمن انتقاد از این عمل، در صفحه ۵ شماره ۹ آبان ۸۸ خود، کاریکاتوری را منتشر ساخت که در توضیح آن نوشته شده بود: اینجوری که توی کتاب شما اومده تا همین شصت سال پیش دایناسورها اینجا زندگی می‌کردند. مورخانی چون صادق آیینه‌وند، علی بیگدلی و خسرو معتضد نسبت به این عمل دولت اعتراض نموده و آن را نظر ناپخته افراد ناآگاه و کم سواد دانستند. گروهی از نمایندگان کمیسیون آموزش و تحقیقات مجلس شورای اسلامی نیز این عمل را موجب از بین رفتن هویت ملی کشور و ملت اعلام کردند.

## زنان
جداسازی جنسیتی در وزارت‌خانه‌های بهداشت و آموزش و پرورش از جمله تفکیک کتاب‌های درسی دختران و پسران، جداسازی در پارک‌ها، لایحه کاهش ساعت کار زنان در ادارات و محسوب کردن خانه‌داری به عنوان وظیفه اداری، ارائه لایحه‌ای به نام «لایحه حمایت از خانواده» که با اعتراض فعالان حقوق زنان که آن را «لایحه چند همسری» می‌خواندند بندهایی از آن حذف شد، از اقدامات دولت احمدی‌نژاد در مورد زنان بود.
یکی از ویژگی‌های دور دوم ریاست‌جمهوری احمدی‌نژاد حضور پررنگ زنان در مناصب دولتی بود. او برای اولین بار در تاریخ جمهوری اسلامی، سه زن را برای وزارت به مجلس معرفی کرد که یکی از آن‌ها اولین وزیر زن بهداشت ایران شد. از جمله دیگر مدیران زن حاضر در دولت او، معاونان حقوقی و علمی و فناوری رئیس‌جمهور، معاون ارزی بانک مرکزی و رئیس موزه ملی ایران بودند.

## ارتباطات و فناوری اطلاعات

### محدودسازی گسترش اینترنت در ایران
محمد سلیمانی، وزیر ارتباطات و فناوری اطلاعات دولت محمود احمدی‌نژاد در اواخر مهرماه سال ۱۳۸۵ شمسی اعلام کرد که دولت ایران تصمیم به محدودسازی اینترنت پرسرعتی گرفته که خود پیش از آن بر توسعه آن تأکید داشت. وی افزود: «با بررسی‌های انجام شده، کاربران خانگی نیازی بیشتر از این رقم (۱۲۸ کیلوبیت بر ثانیه) ندارند.»
این اقدام با اعتراض برخی کارشناسان مواجه شد. به اعتقاد این افراد، این سرعت برای توسعه صنعت آی‌تی کافی نیست. در مقابل عده‌ای نیز معتقدند این محدودیت برای جلوگیری از انتقال تصاویر برخی از شبکه‌های ماهواره‌ای از طریق اینترنت صورت گرفته است.

## سیاست‌ها و اقدامات در حوزه فرهنگ و هنر

### سینما و هنر
۱۴ دی ماه سال ۱۳۹۰ سید محمد حسینی وزیر فرهنگ و ارشاد اسلامی در حاشیه جلسه هیئت دولت از انحلال خانه سینما به‌طور رسمی خبر داد. جمعی از هنرمندان و اعضای خانه سینما و دیگر اصناف مرتبط و جامعه به این اقدام دولت وی واکنشی اعتراضی نشان دادند. روند به تعطیلی کشاندن خانه سینما را می‌توان ادامه منطقی تشکیل سازمان سینمایی کشور در دولت دهم تلقی کرد که هدف اصلی‌اش کنترل و جهت‌دهی تمام فعالیت‌های سینمایی است. پیش‌درآمد راه‌اندازی سازمان سینمایی نیز، تشکیل شورای عالی سینماست که «تصویب سیاست‌های کلان سینمای ایران» و «حمایت و هدایت سینمای ایران در جهت تحقق اهداف فرهنگی انقلاب اسلامی» از هدف‌ها و وظیفه‌های آن اعلام شد. طرح تشکیل شورای عالی سینما را جواد شمقدری، مهرماه سال ۱۳۸۸، در مراسم معارفه خود به عنوان معاون سینمایی وزارت ارشاد مطرح کرد. تشکیل شورای عالی ۲۴ آبان ۸۹ در نشست هیئت وزیران تصویب و نخستین نشست آن دهم دی‌ماه همان سال به ریاست محمود احمدی‌نژاد برگزار شد. گرچه در اواخر دولت، احمدی‌نژاد دستور بازگشایی خانه سینما را صادر کرد اما این اتفاق در دولت وی محقق نشد. انصار حزب‌الله از حامیان توقیف و تعطیلی برخی از سینماها در دوره احمدی‌نژاد بودند که توسط برخی از افراد در سازمان سینمایی دولت وی حمایت می‌شدند. محمدرضا جعفری جلوه نخستین معاون سینمایی دولت احمدی‌نژاد رکورددار فیلم‌های توقیفی یا اکران نشده در زمان مدیریت خود است. او چهار سال معاون سینمایی محمدحسین صفارهرندی بود. عصبانی نیستم، عصر جمعه، خانه پدری، چند کیلو خرما برای مراسم تدفین، آفساید، نیوه‌مانگ، سنتوری، باد ما را خواهد برد، کسی از گربه‌های ایرانی خبر نداره، گزارش یک جشن، خیابان‌های آرام، زندگی خصوصی، خرس، یک خانواده محترم، قصه‌ها، آشغال‌های دوست‌داشتنی، گشت ارشاد، من مادر هستم، آسمان محبوب، زادبوم، کارگران مشغول کارند، مثل یک قصه، زمهریر، خواب تلخ، مثلث واژگون و رستاخیز از جمله آثار توقیف شده در دولت وی مسحوب می‌شوند. در این بین سه فیلم آتشکار، به رنگ ارغوان و تسویه‌حساب که در دولت قبلی توقیف شده بودند در دولت وی به نمایش درآمدند. در بحبوحه درگیری سازمان سینمایی با خانه سینما و دستگیری تعدادی از مستندسازان ایرانی به اتهام ارتباط با بیگانگان، جشنواره فیلم عمار در سال ۱۳۸۹ با حمایت دولت تأسیس شد.رضا میرکریمی، مجید مجیدی، عباس کیارستمی، اصغر فرهادی، کمال تبریزی، رضا کیانیان، رخشان بنی‌اعتماد، حمید فرخ‌نژاد، بهمن قبادی، منوچهر محمدی، داوود رشیدی، لیلی گلستان و عزت‌الله انتظامی از جمله معترضان هیشگی به سیاست‌های دولت محمد احمدی‌نژاد در امر سینما و هنر بوده‌اند. جدایی نادر از سیمین محصول سال ۱۳۸۹ برندهٔ اسکار بهترین فیلم غیرانگلیسی زبان ۲۰۱۲ شد که این جایزه اولین دستاورد معتبر ایران در فضای بین‌المللی بود که در دولت وی با واکنش‌های متعددی روبر شد. یکی از جنجالی‌ترین نظرات بعد از این دستاورد اظهار نظر جواد شمقدری بود که اظهار داشت، احمدی‌نژاد دستور داد که اسکار بگیریم و ما هم لابی کردیم. واژه «فیلم فاخر» که از اصطلاحات شمقدری بود در همین دوره ردیف بودجه جداگانه‌ای گرفت و ساخت‌شان در دولت دهم شدت گرفت. فیلم‌هایی که با سرمایه‌گذاری میلیاردی ساخته شدند و انتقادهای زیادی متوجه‌شان شد. وی در ادامه در همین سال اسکار را تحریم نمود. در دوره هشت ساله مدیریت احمدی‌نژاد، کنفرانس هالیوودیسم و سینما در جشنواره فیلم فجر با حضور خود او برقرار و دایر بود. در مجموع بودجه سینما در سال ۱۳۸۸، ۵۶ میلیارد، هشتاد و نه ۵۰ میلیارد، نود ۸۰ میلیارد و نود و یک ۵۷ میلیارد تومان بود. البته این ارقام جدا از بودجه بیش از ۵۰ میلیارد تومانی‌ست که در آن زمان به فیلم‌های فاخر اختصاص یافت. با این وجود در تمام این سال‌ها تعداد مخاطبان سینما برخلاف رشد صعودی بودجه، روندی نزولی داشت. در سال ۱۳۸۸ که اوایل سرکار آمدن دولت دوم احمدی‌نژاد بود تعداد مخاطبان سینما به ۱۸ میلیون نفر رسیده بود، امّا هرچه گذشت تعداد سینماروها کمتر شد و در آخرین سال مدیریت وی به ۷ میلیون نفر رسید. رشد منفی ۶۰ درصدی مخاطب و فروش زیر سی میلیارد تومان حاصل چهار سال اواخر مدیریت وی بود. اخراجی‌ها، اخراجی‌ها ۲، ملک سلیمان، کلاه‌قرمزی و بچه‌ننه، درباره الی و آکواریوم جزو پُرمخاطب‌ترین آثار تولیدی بین سال‌های ۱۳۸۴ تا ۱۳۹۱ بودند. احمدی‌نژاد در طول دوران مدیریت خود چندین بار به عیادت سینماگران رفت و در پشت صحنه چند اثر سینمایی حاضر شد.

### طرح ساماندهی سایت‌ها و وبلاگ‌ها
هیئت دولت ۲۹ مرداد ۱۳۸۵ طرح ساماندهی سایت‌ها و وبلاگ‌ها را تصویب کرد که بر اساس آن همه سایت‌ها و بلاگ‌های ایرانی می‌بایست اطلاعات خود را در اختیار وزارت ارشاد قرار دهند تا تحت نظارت وزارت ارشاد قرار گیرند. لازم است ذکر شود که این طرح آزادی مطبوعات و وبلاگ‌نویسی را در ایران محدودتر از قبل کرده و آزادی را در معرض خطر جدی قرار داده است.
۱۱ دی‌ماه ۱۳۸۶ وزارت ارشاد ۲ ماه فرصت داد تا همه سایت‌ها و وبلاگ‌ها برای ثبت به سایت سامان‌دهی مراجعه کرده و اقدام کنند، در غیر این‌صورت با آنان برخورد خواهد شد.
این طرح با اعتراضات گسترده‌ای روبرو شد،  منابع خبری اعلام کردند که میزبانی سایت ساماندهی که قرار است اطلاعات تمام سایت‌های دولتی و شخصی ایرانی را بر عهده داشته باشد در خارج از ایران ثبت شده (آمریکا و چین) و حاوی چندین ایراد فنی و امنیتی است. چندی بعد وزارت ارشاد وبلاگ‌هایی که دارای دامنه اختصاصی نیستند را معاف کرد. ۲۰ دیماه روزنامه کیهان از ارسال ۲۰ نامه اعتراضی از محافل حقوق بشری به شرکت میزبانی کننده سایت ساماندهی خبر داد و اعلام کرد که ۹ روز پس از اجرای طرح تنها ۸۴۰ وبلاگ و سایت از میان صدها هزار وبلاگ و سایت ایرانی خود را ثبت کرده‌اند.
برخی نیز این اقدام دولت را قانونگذاری و اجرای آن دانستند که خلاف قانون اساسی است.
مهلت دوماه اجرای طرح ۱۱ اسفند پایان یافت اما وزارت ارشاد آماری از تعداد سایت‌های ثبت شده نداد، چهار روز بعد نمایندگان اصولگرای اکثریت مجلس به وزیر ارشاد تذکر دادند و خواستار پیگیری اجرای طرح شدند. ۲۴ مرداد محمد پرویزی مدیرکل مطبوعات داخلی وزارت ارشاد در همایش روز خبرنگار در اصفهان تعداد سایت‌ها و وبلاگ‌های ثبت شده را ت سه هزار و ۱۶ عدد اعلام کرد که به شکست این طرح تعبیر شد.

### وادار کردن شرق به تغییر سردبیر
۲۱ مرداد ۱۳۸۵، هیئت نظارت بر مطبوعات به روزنامه شرق دستور داد تا سردبیر خود (محمد قوچانی) را تغییر دهد تا از توقیف آن خودداری شود. مدیر مسئول، ۲۰ شهریور در نامه‌ای به هیئت نظارت این درخواست را پذیرفت اما خواستار مهلتی ۲ ماهه برای این کار شد. گرچه همان روز شرق به دلیل چاپ کارتونی که هیئت نظارت آن را توهین به احمدی‌نژاد دانسته بود توقیف شد.

### توقیف دوم «روزنامه شرق»
۲۰ شهریور ۱۳۸۵ هیئت نظارت بر مطبوعات روزنامه شرق را توقیف کرد. (روزنامه شرق قبل از آن به مدت هشت روز به همراه روزنامه نوروز به دلیل چاپ مطالبی از دادگاه قتل زهرا کاظمی توسط دادستان تهران سعید مرتضوی توقیف شده بود) چاپ کارتونی که در آن خری را در مقابل اسب در صفحه شطرنج کشیده بود علت اصلی توقیف ذکر شده بود. هیئت نظارت معتقد بود که در اطراف خر هاله نور کشیده شده و اشاره به محمود احمدی‌نژاد است. علل دیگری نیز همچون مصاحبه با سفیر آلمان یا تجلیل از بی‌بی‌سی برای توقیف ذکر شده بود. با رأی هیئت منصفه شرق در اردیبهشت ۱۳۸۶ انتشار خود را از سر گرفت.

### توقیف «روزنامه روزگار»
پس از توقیف روزنامه شرق، هیئت تحریریه آن به روزنامه روزگار رفته و انتشار این روزنامه را که مدتی بود منتشر نمی‌شد از ۲۶ مهر ۱۳۸۵ از سر گرفتند. مجلس پنجم که اکثریت آن در اختیار محافظه‌کاران بود، بندی را به قانون مطبوعات اضافه کرده بود که بر اساس آن انتشار روزنامه‌ای که شبیه روزنامه توقیف شده باشد ممنوع است. علی‌رغم آنکه هیئت تحریریه شرق، فونت جدید و طرح تازه‌ای برای روزنامه روزگار در نظر گرفته بود اما هیئت نظارت بر مطبوعات اعلام کرد که روح شرق در روزگار جاری است. وزارت ارشاد معتقد بود که زمینه انتشار روزنامه اجتماعی و اقتصادی است و نباید مطالب سیاسی داشته باشد، و روزنامه‌نگاران هم پاسخ دادند که همشهری و جام جم که هر دو صفحات سیاسی دارند زمینه‌شان اجتماعی است اما وزارت ارشاد به آنان اعتراض نمی‌کند چون تحت کنترل دولت هستند، اما به هر حال صفحات سیاسی را حذف کردند و قوچانی هم استعفا داد اما باز هم در ۱ آبان، روزگار توقیف شد در حالیکه تنها موفق به انتشار ۳ شماره شده بود.
محمدرضا تابش دبیر فراکسیون اقلیت این توقیف و فشار به سایر رسانه‌ها را با در پیش بودن انتخابات دور سوم شوراها مرتبط دانست.

### توقیف سوم «روزنامه شرق»
روزنامه شرق که پیشتر هم ۲ بار توقیف شده بود، برای سومین بار به دلیل چاپ مصاحبه‌ای ادبی با ساقی قهرمان در ۱۴ مرداد توقیف شد. شرق در دو شماره پیاپی ار انتشار این مصاحبه عذرخواهی کرد. اولین بار سایت بازتاب (نزدیک به محسن رضایی) پس از چاپ این مصاحبه ادعا کرده بود که ساقی قهرمان همجنس‌گرا است. این در حالی است که تا آن زمان کمتر کسی از نشریه‌ای اینترنتی به نام چراغ و همجنس‌گرا بودن این خانم ۵۰ ساله خبر داشت. روزنامه شرق ۲۴ اردیبهشت انتشار مجدد خود را از سر گرفته بود.
رحمانیان مدیر مسئول روزنامه گفت: «اولین اشتباه روزنامهٔ شرق در دوران تازه تبدیل به آخرین اشتباه آن شد. هر چند، این اشتباه، کاملاً سهوی بوده، اما موجب توقیف شرق شد. بعد از انتشار این مطلب، مسؤولان روزنامه متوجه شدند که مصاحبه‌شونده مشکل اخلاقی دارد به همین دلیل خیلی زود از همهٔ خوانندگان این روزنامه در دو روز متوالی عذرخواهی شد اما ظاهراً هیئت نظارت اصل را بر مدارا قرار نداده است و با کوچک‌ترین خطا برخورد تندی داشته است. هیچ انگیزه‌ای برای باز شدن دوبارهٔ شرق نداریم. مگر چند بار برای یک کار فرهنگی می‌توان سرمایه‌گذاری و هزینه کرد؟»
ساقی قهرمان نیز در وبلاگ شخصی‌اش تأکید کرد که مصاحبه دربارهٔ ادبیات بوده است: «باورهای من متفاوت با شرق است. اگر شرق می‌خواست در ارتباط با فرهنگ با من مصاحبه کند قبول نمی‌کردم. فرهنگ خود را تبدیل به محل عمل کرده است به گفتگو پا نمی‌دهد. اما موضوع مصاحبه ادبیات بود. باورهای ما در ادبیات هم با هم متفاوت است اما ادبیات هنوز محل گفتگو باقی مانده است. امکان بحث و توضیح می‌دهد. من عقایدم را در جواب پرسش‌های مطرح شده، در مورد شعر خودم و شاعری که من هستم، توضیح دادم. احتمال می‌دادم نظری که من در موارد مورد بحث در مصاحبه داده بودم در هفتهٔ بعد در همان روزنامه توسط همان خبرنگار، یا نویسندگان دیگر نقد بشود»
مجتبی پورمحسن نیز که این مصاحبه را انجام داده بود گفت: «مصاحبه من با خانم ساقی قهرمان منجر به توقیف روزنامه شرق شد. بگذریم که اکثریت قریب به اتفاق معتقدند که این مصاحبه بهانه بوده است. اما با توجه به اتهاماتی که بعضی رسانه‌های منتسب به اصولگرایان به نگارنده نسبت داده‌اند، ناگزیرم توضیحاتی را ارائه کنم.
مصاحبه من با خانم ساقی قهرمان دربارهٔ شعر بوده و زبان شاعرانه. مصاحبه کاملاً تخصصی و ادبی بود و در آن هیچ نشانی از مسائل جنسی نیست. گفتگو دربارهٔ جنسیت در شعر و زبان است و نه مسائل جنسی. اگر آقای کیانی این موضوع ساده را نمی‌فهمند، مشکل خودشان است و من بی‌تقصیرم. من از کجا باید می‌دانستم که ساقی قهرمان همجنس‌خواه است؟ از مجله‌ای به نام چراغ نام برده‌اند که من هنوز ندیده‌ام. اما اگر در گوگل هم جستجو کنید نشانی از چنین مجله‌ای نمی‌بینید. در عین حال من اصلاً فکر نمی‌کردم بانویی ۵۰ ساله با دو فرزند تمایلات همجنس‌خواهانه داشته باشد! این ندانستن من گویا دردسرساز شده.»
توقیف این روزنامه هم‌زمان با داخل، بازتاب‌های فراوانی در رسانه‌های خارجی داشت.

### پلمپ «وبگاه بازتاب» با شکایت دولت
سایت بازتاب (نزدیک به محسن رضایی) که فعالیت خود را از سال ۱۳۸۱ آغاز کرده بود اول مهر ۸۶ پلمپ شد. دادستانی چندین فقره شکایت دولت را علت پلمپ دفتر این سایت ذکر کرد. پیشتر ۲۴ بهمن ۸۵ بر اساس بیانیه معاونت مطبوعاتی وزارت ارشاد کمیتهٔ تعیین مصادیق فیلترینگ سایت‌های اینترنتی که متشکل از وزیر اطلاعات و ارشاد و نماینده صداو سیما است، این سایت را غیرقانونی اعلام کرده بود. چندی بعد نمایندگان مجلس، صفار هرندی وزیر ارشاد را برای فیلترینگ این سایت احضار کرده بودند.

### پلمپ کافه کتاب‌ها
۲ دی ۱۳۸۵ نیروی انتظامی «کافه تیتر» کافه‌ای که پاتوق روزنامه‌نگاران و اهل فرهنگ بود را پلمپ کرد. یکسال بعد در آخرین روزهای مهر ۸۶ اداره اماکن نیروی انتظامی ۷۲ ساعت به کافه کتابهای تهران زمان داد تا فروشگاه‌های خود را تخلیه کنند. نیروی انتظامی تداخل شغل را علت این اقدام عنوان کرد. روزنامه اعتماد ملی در سرمقاله خود در اینباره می‌نویسد: «به نظر می‌رسد نگرانی اداره اماکن نباید تداخل فعالیت‌های صنفی باشد، زیرا اگر چنین باشد در این پایتخت بزرگ پرونده‌های تخلف صنفی و حرفه‌ای بیشماری وجود دارد که کمتر نهاد و سازمانی خود را مسؤول حل آن‌ها می‌داند. اما باید متذکر شد کافه کتاب‌ها که مدتی است در کشور رایج شده، از قدیمی‌ترین دستاوردهای بنگاه‌ها، انجمن‌ها و کتابفروشی‌های جهان است. راستی اگر این فرهنگ تنها مختص کشورهای پیشرفته باشد، ما شایستگی تبعیت از آن را نداریم؟»
سایت «کتاب نیوز» نیز به فعالیت کافه کتاب سرای اهل قلم در وزارت ارشاد اشاره کرده: «بر این اساس، کافه کتاب‌های تهران تنها ۴۸ ساعت فرصت دارند تا فروشگاه‌شان را تخلیه کنند. این در حالی است که هم‌اکنون کافه‌کتاب سرای اهل قلم وابسته به وزارت ارشاد که چند هفته‌ای از فعالیت آن می‌گذرد بدون هرگونه مشکلی به فعالیت خود ادامه می‌دهد و این شائبه را پیش آورده که وزارت ارشاد کافه‌کتاب خود را فعال کرده اما حمایتی از فعالیت دیگر کافه کتاب‌ها نمی‌کند. از سوی دیگر به گفته صاحب یکی از این کافه کتاب‌ها، فشار به کتاب‌فروشی‌ها و کافه کتاب‌ها هم‌زمان با افتتاح کافه‌کتاب سرای اهل قلم تشدید شده و ذهن‌ها را متوجه این امر کرده که وزارت ارشاد به عنوان ناظر کتابفروشی‌ها و انتشاراتی‌ها، می‌بایست از این مراکز حمایت کند.»
ظاهراً اولین کافه کتاب ایران، به همت نشر روشنگران و مطالعات زنان در اوایل دهه ۱۳۸۰ با عنوان پاتوق فرهنگی تهران با مدیرت شهلا لاهیجی شکل گرفت که شعار آن خواندن کتاب با یک فنجان چای بود، اما در نهایت مدیر این پاتوق با فشار نیروی انتظامی و نهادهای امنیتی ناگزیر به تعطیلی و تخلیه این مکان شد.
کافه کتاب نشر چشمه نیز که چندی بعد راه‌اندازی شد با دستور اداره اماکن نیروی انتظامی تعطیل گردیده بود.
نیروی انتظامی در نهایت و پس از پایان مهلت مقررشده، کافه کتاب نشر ثالث را که مقاومت کرده بود پنجشنبه ۳ آبان پلمپ کرد.

### سختگیری در صدور مجوز برای نشریات
در دوران احمدی‌نژاد ضمن توقیف چندین نشریه صدور مجوز برای نشریان هم به کندی و با سختگیری شدید انجام می‌گرفت تا جایی که: «هیئت نظارت بر مطبوعات همچنین در هجده ماه گذشته ۱۱۴۷ تقاضای انتشار مطبوعات را بررسی و برای کمتر از ۵۰ درصد تقاضاها اجازه انتشار صادر کرد. در میان این نشریات، روزنامه‌ها هیچ جایگاهی ندارند.»

### جایزه «منتقد منصف»
در جریان برگزاری چهاردهمین دوره نمایشگاه مطبوعات به پیشنهاد محمود احمدی‌نژاد جایزه‌ای نیز برای منتقدین منصف دولت در نظر گرفته شد، اما افرادی که به‌عنوان منتقد منصف انتخاب شدند عمدتاً از هواداران رئیس‌جمهور بودند. از آنجمله حسین شریعتمداری از روزنامه کیهان، کاظم انبارلویی از روزنامه رسالت به عنوان بهترین و منصف‌ترین منتقدان دولت محمود احمدی‌نژاد شناخته شدند. اعطا جایزه به آنان اعتراضات روزنامه‌نگاران را برانگیخت، ۲۰۰ نفر از روزنامه‌نگاران طی بیانیه‌ای در تاریخ ۴ آذر به این اقدام اعتراض کرده و آن را استهزای روزنامه‌نگاران و زمینه‌ساز محدودیت بیشتر دانستند.

### توقیف «فصلنامه مدرسه»
فصلنامه مدرسه که به مباحث تخصصی علوم انسانی می‌پرداخت در سال ۱۳۸۴ کار خود را آغاز کرد. روزنامه شرق دربارهٔ این نشریه می‌نویسد:
«اولین شماره مجله مدرسه با صاحب امتیازی حسین خسروشاهی، سردبیری جلال توکلیان و دبیری تحریریه رضا خجسته رحیمی تیرماه ۱۳۸۴ منتشر شد. حمایت مالی از این نشریه را نیز مؤسسه غیرانتفاعی «معرفت و پژوهش» عهده‌دار است که در سال‌های گذشته کلاس‌ها و برنامه‌های متنوعی را در حوزه فلسفه و فرهنگ و اخلاق برگزار کرده است.»
این مجله را می‌توان یکی از تریبون‌های روشنفکری دینی دانست که پیشتر برخی از نشریات آنان همچون کیان توقیف شده بود؛ و برخی از روشنفکران وابسته به این نحله فکری از جمله عبدالکریم سروش، محمد مجتهد شبستری و محسن کدیور تحت فشار قرار گرفته بودند.
فصلنامه مدرسه ۱۵ آبان ۱۳۸۶ توسط هیئت نظارت بر مطبوعات توقیف شد. علت توقیف مصاحبه‌ای با محمد مجتهد شبستری، از متألهان و روشنفکران دینی ایران عنوان شد که وزارت ارشاد آن را الحادی دانسته بود.
تعدادی از روشنفکران ایرانی در بیانیه‌ای به توقیف این فصلنامه اعتراض کردند.

### استفاده از سگ‌های پاسبان در نمایشگاه مطبوعات
رهاسازی سگ در آخرین روز از چهاردهمین دور نمایشگاه مطبوعات و پیش از ورود محمود احمدی‌نژاد با انتقاد روزنامه‌نگاران مواجه شد. رضا ولی زاده ضمن انعکاس انتقادات، اطلاعاتی دربارهٔ سگ‌های محافظ محمود احمدی‌نژاد منتشر کرد: «چهار سگ در تیم حفاظتی محمود احمدی‌نژاد به منظور تشخیص بمب و مواد منفجره به کار گرفته شده‌اند که هر یک به قیمت ۱۵۰ میلیون تومان از کشور آلمان خریداری شده‌اند.
این سگ‌ها که از باهوش‌ترین و اصیل‌ترین نژاد سگ‌های آلمانی به‌شمار می‌آیند، هر یک از این ۴ سگ بالغ بر ۱۵۰ میلیون تومان خریداری شده‌اند که در مجموع رقم ۶۰۰ میلیون تومان به خرید آن‌ها اختصاص یافته است. روز چهارشنبه ۲۳ آبان ۱۳۸۶ هم‌زمان با بازدید محمود احمدی‌نژاد این سگ‌ها در محل نمایشگاه رها شدند تا به انجام عملیاتی که نزد تیم حفاظتی و خبرنگاران به عنوان «چک و خنثی» معروف است بپردازند.
این عملیات در روز چهارشنبه از ساعت ۱۲ ظهر آغاز شد و به گفته نمایندگان رسانه‌ها در غرفه‌های نمایشگاه با توهین‌آمیزترین رفتارها از سوی تیم حفاظتی رئیس‌جمهور همراه بود.
تمامی نمایندگان غرفه‌ها در ساعات یاد شده ناچار بودند پشت درها بایستند یا در پارک لاله قدم بزنند. اما این انتظار در ساعت ۱۴:۳۰ نیز پایان نیافت؛ چرا که رئیس‌جمهور با چهار ساعت تأخیر به نمایشگاه آمد و بازدید ایشان هم چندان به طول نینجامید.» وی اندکی پس از انتشار این مطلب با شکایت نهاد ریاست‌جمهوری بازداشت شد.
۱۱ آذر گزارشگران بدون مرز در بیانیه‌ای دستگیری ولی‌زاده را محکوم کرد، این در حالیست که سایت شخصی ولی زاده در حین بازداشت وی از کار افتاده و مطلب انتقادی وی از احمدی‌نژاد از وبلاگش برداشته شده است.

## سیاست‌ها و اقدامات اجتماعی

#### برخورد با کمپین یک میلیون امضا
کمپین یک میلیون امضا توسط عده‌ای از زنان و مردان طرفدار برابری حقوقی زن و مرد در سال ۱۳۸۵ راه‌اندازی شد و اولین فعالیت خود را با برگزاری تجمعی مسالمت‌آمیز در ۲۲ خرداد ۸۵ در ضلع غربی میدان هفت تیر تهران آغاز کرد. این تجمع پیش از آغاز به شدت توسط نیروهای امنیتی سرکوب شد و بیش از ۷۰ نفر بازداشت شدند. برای اولین بار از پلیس زن برای سرکوب تجمع کنندگان استفاده شد. اعضای این کمپین در ادامه به برگزاری کارگاه‌های آموزشی پیرامون مسائل حقوقی - اجتماعی زنان و جمع کردن امضا از زنان در دفاع از تغییر قوانین حقوقی ایران جهت برابری میان زن و مرد پرداختند. جمع‌آوری حداقل یک میلیون امضا در فرم‌های این کمپین توسط هواداران زن و مرد در داخل و خارج از کشور به‌عنوان یک فعالیت قانونی ادامه می‌یافت. در این مدت نیروهای امنیتی عده کثیری از فعالان این کمپین را بازداشت کردند.
- دستگیری و ضرب و شتم ۲۵ نفر از اعضا در یک کارگاه آموزشی در خرم‌آباد[۱۶۵]
- یورش نیروهای امنیتی و دستگیری روناک صفار زاده[۱۶۶]
- بازداشت مریم حسین‌خواه[۱۶۷]
- محکومیت دلارام علی و عالیه اقدام دوست به زندان و شلاق[۱۶۸]
- دستگیری امیر یعقوبعلی در پارک اندیشه تهران[۱۶۹]
- دستگیری ناهید کشاورز، سارا ایمانیان و همسر وی، محبوبه حسین‌زاده و سعیده امین[۱۷۰]
- دستگیری طلعت تقی‌نیا، منصوره شجاعی و فرناز سیفی[۱۷۱]
- دستگیری شهناز غلامی در تبریز
- محاکمه نسیم سرابندی و فاطمه دهدشتی[۱۷۲]
- محاکمه گیتا احمدی[۱۷۳]
- بهمن امویی به ۶ ماه حبس محکوم شد.[۱۷۴]

#### طرح ارتقای امنیت اجتماعی
جمهوری اسلامی ایران از اردیبهشت سال ۱۳۸۶ مجموعه برنامه‌هایی را در حوزه‌های مختلف اجتماعی و امنیتی به اجرا گذاشته است که از آن‌ها با عنوان طرح ارتقای امنیت اجتماعی نام برده می‌شود. مجری این طرح نیروی انتظامی، سپاه و بسیج می‌باشد. دولت مخالف برخوردهای انجام شده در قالب این طرح بود، اگر چه معاون امنیتی وزیر کشور از این طرح استقبال کرده بود. مراحل نخستین طرح بیشتر بر پوشش زنان تمرکز داشت و در مراحل بعدی ابتدا جمع‌آوری معتادان و سپس جمع‌آوری اراذل و اوباش نیز در دستور کار نیروی انتظامی قرار گرفت.
از سوی دیگر رفتار خشونت‌آمیز نیروی انتظامی در برخورد با متخلفان توسط رسانه‌ها و نیز مردم عادی تصویربرداری و پخش شد. صحنه‌هایی مانند یورش به منزل اوباش و خرده‌فروشان مواد مخدر، ضرب و شتم آنان و پیکرهای خون‌آلود متهمین نه تنها از سوی رسانه‌های مخالف حکومت بلکه از سوی رسانه‌های دولتی و صدا و سیما نیز پخش شدند.
انتشار تصاویر برخوردهای تکان‌دهنده پلیس و انتقادات عمومی به دنبال آن، موجب شد تا بین دادستانی و پلیس بر سر مسئولیت این اقدامات اختلاف افتد و هر یک تلاش کرد تا مسئولیت آن را به گردن دیگری اندازد.
تعدادی از افرادی که با عنوان اشرار بازداشت شده بودند اعدام شدند و برخی نیز پس از آزادی عنوان کردند که در زندان کهریزک شکنجه شده‌اند. بنا به این گزارش‌های نهادهای حقوق بشر ۸ نفر از بازداشت شدگان در زندان کهریزک جان باخته‌اند.

#### مسکن مهر
مسکن مهر مجتمع‌های مسکونی هستند که طرح آن در دولت محمود احمدی‌نژاد رئیس‌جمهور وقت ایران پایه‌ریزی شد و طرح مسکن مهر تا سال ۱۴۰۲ در ۳۰ استان کشور اجرایی شد. هدف از این طرح خانه‌دار کردن قشرهای کم درآمد که طبق آن دولت با واگذاری قطعه زمین رایگان سعی داشت خانه‌سازی را تشویق کند.

#### برخورد اعتقادی
محمود احمدی‌نژاد رئیس‌جمهور پیشین ایران در رابطه با اسلام و ادیان پیشین اظهار کرده است که:
عزیزان من اسلام یک دین جهانی است و خداوند یک دین بیشتر نفرستاده است. خداوند دینی به نام مسیحیت و یهودیت نفرستاده است. حضرت ابراهیم منادی اسلام بود، حضرت موسی و حضرت عیسی نیز منادی دین اسلام بودند. خداوند یک دین بیشتر نفرستاده است و آن اسلام است، پیامبر عزیز ما متعلق به تمام جهان است که پیامبر خاتم است. ایشان پیامبر مردم آمریکا، اروپا و آسیا نیز است. پیامبر بودایی‌ها نیز است و آمده است تا همه را نجات دهد.

## محیط زیست

### برگزاری سیرک توسط سازمان حفاظت از محیط زیست
سازمان حفاظت از محیط زیست اواخر آبان‌ماه ۱۳۸۵ اقدام به برگزاری سیرک ایتالیایی در محوطه پارک پردیسان که زیر نظر این سازمان است، کرد و اوّلین اجرای سیرک با حضور مقامات سازمان و خانواده‌هایشان برگزار شد. خانم جوادی رئیس سازمان گفت که هدف از این کار آشنا کردن مردم با حیوانات و پر کردن اوقات فراغت است! وی افزود که تنها شرط ما رعایت موازین شرعی در جریان سیرک بوده است. این اقدام با واکنش شدید سازمان‌های غیردولتی مدافع محیط زیست روبه‌رو شد. آنان تأکید داشتند که اگر برگزاری سیرک قانونی و شرعی هم باشد، وظیفهٔ سازمان حفاظت از محیط زیست نیست و این کار شبیه تبلیغ سیگار (علی‌رغم قانونی بودن استعمال آن) توسط وزارت بهداشت است. صحنه‌های کشیدن سوسمارها بر روی زمین و… بر شدّت اعتراض سازمان‌ها غیردولتی افزود؛ امّا منجر به تعطیلی سیرک نشد. رئیس هیئت مدیره جمعیت آوای سبز به ایسنا گفت: «استقرار یک سیرک در محدوده سازمان محیط زیست به عنوان حافظ طبیعت و حیات وحش طنز بسیار تلخی است که فقط از عهده این سازمان برمی‌آید!» دکتر کهرم، بیولوژیست متخصص حیات وحش و استاد دانشگاه نیز در این باره گفت: «سیرک از نظر محیط زیست عبارت از بهره‌برداری و استثمار جانوران و نگهداری آن‌ها در شرایط بسیار سخت است.» معصومه ابتکار رئیس سابق سازمان حفاظت از محیط زیست نیز از این اقدام انتقاد کرد. سازمان‌های غیردولتی حمایت از حقوق حیوانات برگزاری سیرک توسط سازمان حفاظت از محیط زیست را در دنیا بی‌سابقه دانسته‌اند.

### مجوز حفر هزاران حلقه چاه غیرمجاز
پس از سال آبی خشک ۱۳۹۰–۱۳۸۹ با وجود افزایش تعداد چاه‌ها و بر اساس برداشت عادی آب، هم شارژ سفره آب زیرزمینی و هم برداشت‌ها به میزان درخورتوجهی کاهش یافت. این نشان می‌دهد که فشارهای شدیدی بر ذخایر آب‌های زیرزمینی ایران در نتیجه برداشت شدید در سال‌های گذشته از آب زیرزمینی وجود داشته است. سال ۱۳۹۰ محمود احمدی‌نژاد، رئیس دولت وقت، در سفر به فیروزکوه گفت: «مناطق ممنوعه دیگر یعنی چه؟ این زمین‌ها دکان وزارت نیرو است و هر کس هر کجا توانست، چاه حفر کند.» در مدّت زمان کوتاهی حفاری چاه به سه برابر رسید و هزاران حلقه چاه در مدّتی کوتاه در ایران حفر شد. بیلان منفی برداشت آب از زمان انقلاب ۱۳۵۷ تا سال ۱۳۸۴ منفی ۴۵ میلیارد مترمکعب بود؛ امّا در هشت سال دولت‌های نهم و دهم ۷۵ میلیارد مترمکعب به آن اضافه شد. تعداد چاه‌های ثبت‌شده (قانونی) از حدود ۴۰۰ هزار حلقه در سال ۱۳۸۱ به حدود ۸۰۰ هزار حلقه در سال ۱۳۹۴ افزایش یافت. یکی از دلایل این موضوع آن بود که دولت اوّل احمدی‌نژاد به بسیاری از افرادی که چاه‌های عمیق غیرقانونی حفر کرده بودند، مجوز داد و چاه آن‌ها قانونی اعلام شد!

## انتخابات ریاست‌جمهوری ۱۳۹۲
محمود احمدی‌نژاد ماه‌ها قبل از انتخابات ریاست‌جمهوری ۱۳۹۲، به روش‌های گوناگونی سعی در تبلیغ و حمایت از کاندیداتوری اسفندیار رحیم مشایی داشت، از جمله با اشاره غیرمستقیم به شعار تبلیغاتی «بهار» در سخنان خود سعی در مطرح کردن او داشت. همچنین بسیاری از افراد سیاسی رئیس‌جمهور را متهم به هزینه کردن اموال دولتی در برپایی برنامه‌ها و جهت‌دهی سفرهای استانی برای تبلیغات از مشایی متهم کردند.
در جریان ثبت‌نام اسفندیار رحیم مشایی در ساعات پایانی ثبت‌نام، (۲۱ اردیبهشت ۱۳۹۲) محمود احمدی‌نژاد به همراه وی وارد سالن ثبت‌نام شد. این همراهی غیرقانونی واکنش‌های شدیدی را به همراه داشت؛ و برخی از منابع از پیشنهاد حبس و ۷۴ ضربه شلاق خبر دادند. احمدی‌نژاد مدعی شد هنگام حضور در ستاد انتخابات وزارت کشور در حال مرخصی اداری بوده است. مراجع قانونی این کار او را جرم و تخلف انتخاباتی دانستند.